# جنترای (آرکانزاس)
جنترای (آرکانزاس) (به انگلیسی: Gentry, Arkansas) یک شهر در ایالات متحده آمریکا با جمعیت ۳٬۱۵۸ نفر است که در آرکانزاس واقع شده‌است.

## موقعیت جغرافیایی
موقعیت جغرافیایی شهرها و مناطق اطراف به شرح زیر است: